# St. Hyazinth (Stepnica)

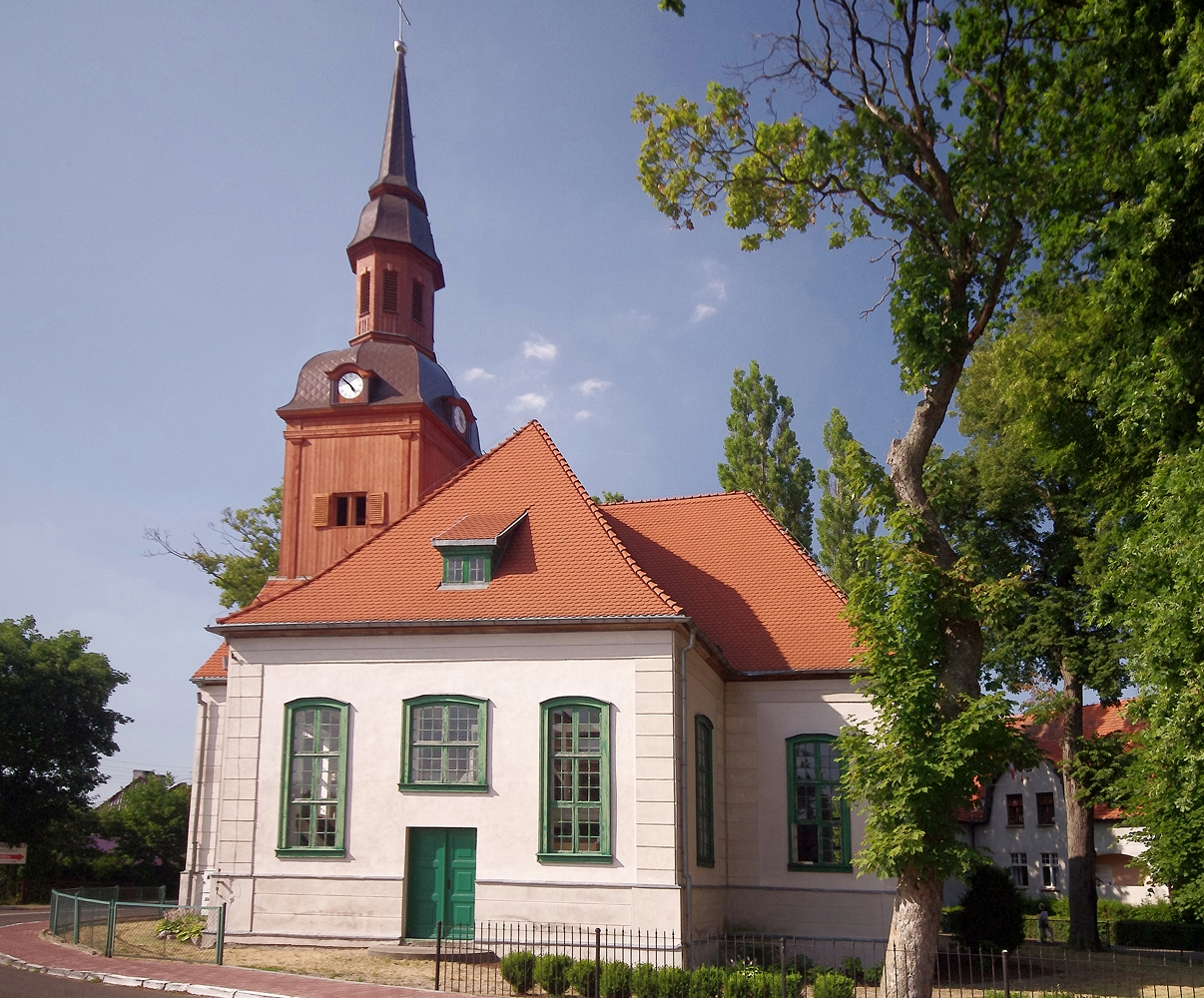
St. Hyazinth

St. Hyazinth (polnisch Kościół św. Jacka) ist die römisch-katholische Pfarrkirche des pommerschen Stepnica (deutsch Groß Stepenitz).

## Geschichte
Die frühesten Überlieferungen über die Kirche sind seit einem Brand verloren. Kirche und Kirchturm sind 1654 erwähnt. 1733 brannte die Kirche erneut ab. 1735 entwarf I.G. Dames einen neuen Kirchbau. Das gesamte Holz stiftete Friedrich Wilhelm I. aus den königlichen Wäldern. Jedoch brannte die Kirche vor Fertigstellung am 1. Juni 1739 erneut. Nach überarbeiteten Plänen wurde der Bau 1741 fertiggestellt. 
In den Jahren 1840–41 wurden die Fachwerkwände verputzt und die Kirche erweitert. Zu Beginn des 20. Jahrhunderts wurde die Kirche renoviert. 1939 wurden die Wände verputzt, und die Kirche erhielt neue Fenster sowie ein flach gedecktes Dach.
Vor 1945 gehörten zur Gemeinde Stepnitz die Dörfer Flacke, Mankow, Stepenitz, Sandhof, Hohenbrück und Schutzendorf. Die Kirchengemeinde gehörte bis dahin zum Kirchenkreis Wollin (Wolin) in der Kirchenprovinz Pommern der Kirche der Altpreußischen Union.
Am 17. Juni 1946 wurde der erste polnische Pfarrer eingesetzt. 1997 brach in der Kirche erneut ein Feuer aus, das den Kirchturm schwer beschädigte.

## Bauwerk
Die heutige Kirche hat den Grundriss eines Griechischen Kreuzes. Der Turm hat eine achteckige Laterne mit einer Wetterfahne und der Jahreszahl 1741. Der Altaraufsatz aus Kiefernholz hat korinthische Säulen und einem Kanzelkorb mit Akanthuswerk. Darüber befindet sich ein Engel mit einer Posaune. Die Holzgalerie ist mit Malereien aus dem 18. Jahrhundert verziert. Die Orgel von 1841 stammt von Schulze aus Paulinzella. Das Altarkreuz aus Gusseisen stammt aus dem 19. Jahrhundert. Der Taufengel aus dem 18. Jahrhundert ist 120 cm hoch und trägt die Inschrift „Johann Engel, Johann David Engel“. In der Kirche befinden sich Grabsteine von Martin Lamprecht, Friedrich Graf, und Johanna David Engel. Auch ein Klingelbeutel aus deutscher Zeit ist erhalten.